# بارتا (مجموعه تلویزیونی)
بارِتا (انگلیسی: Baretta) نام یک مجموعه تلویزیونی کارآگاهی آمریکایی است که از سال ۱۹۷۵ تا ۱۹۷۸ میلادی از شبکهٔ تلویزیونی ای‌بی‌سی پخش شد.
در ایران این سریال در سال‌های ۱۳۵۵ تا ۱۳۵۶ خورشیدی از تلویزیون ملی ایران دوبله و به روی آنتن رفت.